# 国際連合信託統治理事会
国際連合信託統治理事会（こくさいれんごうしんたくとうちりじかい、United Nations Trusteeship Council）は、国際連合の主要機関の一つ。1964年12月14日に国際連合総会において採択された決議64(A/RES/64(I))により設置された。
信託統治地域の行政を監督する責任を持つ。

## 概要
国際連合憲章第13章（第86条 - 第91条）に規定されている。信託とは、信用して一定の目的に従って財産の管理・処分を任せることである。
そのために、信託統治理事会とは国際連合を信用して連合国がある地域の財産の管理・処分のあり方を決めるための機関であるといえる。
1994年10月1日に最後の信託統治地域であったパラオが独立を果たしたためほぼ業務を終了し、11月1日に理事会は以後の活動の停止を正式に決定し、事務局も含め実質的な活動を停止した。それ以前は毎年1回以上は理事会を開催すると決められていたが、同年に手続規則が改正されたことにより、理事会の構成国の多数もしくは総会および安全保障理事会の多数の要請によって理事会が開かれることとなっている。
実質的な活動を停止した1994年以降も信託統治理事会は組織としては存続しているため、2024年現在までおおむね2年に1回程度は理事会を開催し、議長と副議長を選出している。最近では2023年12月に第74期の初回となる理事会が開かれている。

## 理事会の構成国
信託統治理事会は、以下の国によって構成される。
1. 信託統治地域の施政を行う加盟国
2. 国連憲章第23条に名を掲げる加盟国（安全保障理事会の常任理事国）で信託統治地域の施政を行っていないもの
3. 国際連合総会によって3年の任期で選挙されるその他の加盟国[注釈 1]

信託統治地域であったニューギニアがパプアニューギニア独立国として独立した1975年以降、信託統治理事会は、安全保障理事会の常任理事国である中国、フランス、ロシア、イギリス、アメリカの5ヵ国のみで構成されている。

## 任務と権限
信託統治理事会は、任務遂行にあたって次のことを行うことができるとされている。
1. 施政権者の提出する報告を審議すること
2. 請願を受理し、かつ、施政権者と協議してこれを審査すること
3. 施政権者と協定する時期に、それぞれの信託統治地域の定期視察を行わせること
4. 信託統治協定の条項に従って、前記の行動その他の行動をとること

また、信託統治理事会は、各信託統治地域の住民の政治的、経済的、社会的および教育的進歩に関する質問書を作成しなければならないこととされ、各信託統治地域の施政権者は、この質問書に基いて、総会に年次報告を提出しなければならないとされている。

## 表決
信託統治理事会の各理事国は、1国につき1個の投票権を有し、理事会の決定は、出席し、かつ投票する理事国の多数決によって表決される。

## 信託統治理事会議場
信託統治理事会はニューヨークの国際連合本部ビルに専用の議場を持っており、議場はデンマークの建築家であるフィン・ユールにより設計された。フィン・ユールは主に家具デザイナーとして知られるが、家具と空間の相互作用を熟知する建築家としても評価された先駆者であった。またデザイナーとして、デンマークのデザインの変革期において重要な役割を果たした。1940年代には、ユールの製作したいくつかの家具により、デンマークはデザイン分野の先進国とみなされるようになり、1950年代には信託統治理事会議場（Trusteeship Council Chamber）を設計したことによりアメリカにおいて名声を得た。議場は全体としての完成度が有名な作品であり、色鮮やかな天井の照明、ランプ、カーテン、壁板、カーペット、椅子まで、全てフィン・ユール自身がデザインしたものである。

## その他
信託統治理事会は、議長を選定する方法を含むその手続規則を採択し、理事会は、その規則に従って必要があるときにひらかれる。また、この規則は、理事国の過半数の要請による会議招集の規定を含まなければならないとしている。また、信託統治理事会は、必要な場合には、経済社会理事会や国連の専門機関がそれぞれ関係している事項について、両者の援助を利用することができるものとされている。